# Burton (Caroline du Sud)
Pour les articles homonymes, voir Burton.
Burton est une census-designated place située dans le comté de Beaufort, dans l’État de Caroline du Sud, aux États-Unis. Lors du recensement de 2020, elle comptait 6 777 habitants.